# 岩崎俊男
岩崎 俊男（いわさき としお、1946年7月9日 - ）は、日本の実業家。三菱グループの創業者一族・岩崎家の一員で、ベンチャーキャピタルの世界で活動している。

## 来歴
岩崎寿男の長男として神奈川県鎌倉市に生まれる。小学1年生のときに東京都港区赤坂青山高樹町（現・港区南青山7丁目）に転居し、港区立青南小学校を卒業。港区立青山中学校、東京都立日比谷高等学校を卒業後、1966年（昭和41年）4月東京大学入学。1970年（昭和45年）3月東京大学経済学部卒業。同年4月三菱銀行（現・三菱UFJ銀行）入行、大手町支店に配属される。アメリカ合衆国カリフォルニア州の現地法人で新規取引営業、企画部門を経験したのち1994年6月資金証券部長に就任。1997年（平成9年）6月虎ノ門支店長に就任したのち、1999年2月ダイヤモンドキャピタル株式会社（現三菱UFJキャピタル株式会社）専務取締役に就任した。1年後同社に転籍。ベンチャーキャピタルの世界に身を置き、バイオテクノロジー分野への投資を通じてキャピタリストとして活動している。2002年12月セルフリーサイエンス取締役に、2006年6月アールテック・ウエノ取締役に、2007年4月eコンセルボ監査役に、同年6月アニコムインターナショナル取締役に就任。
2011年現在セルフリーサイエンス取締役、アニコムホールディングス社外取締役、アーキタイプ非常勤取締役、eコンセルボ監査役を務めている。

## 人物
ボブ・ディランのファンであり、好きなディランの曲として「ミスター・タンブリン・マン」や「風に吹かれて」を挙げている。
プレジデント社から発行されている経済誌『プレジデント』1990年7月号に『「三菱グループ」の総合研究』という特集記事が掲載されたが、その中で上之郷利昭が執筆した『創業者「岩崎家」一族は、いま』において上之郷の取材に応じている。

## 家族・親族
曾祖父は三菱財閥の2代目総帥・岩崎弥之助、祖父は弥之助の次男で旭硝子の創業者・岩崎俊弥。父・寿男は三菱自動車工業常務や東北三菱自動車部品工業社長を歴任した技術者で俊弥未亡人・八穂の婿養子、母は俊弥の三女。俊男が大学卒業後三菱銀行に入行したのも「岩崎の人間である以上、三菱の役に立たなければならない、そういう意識はあった」ので、「自分の出自を考えた時に、やはり三菱に身を置くべきだろう」と考えたからである、とベンチャー座の Front Interview で語っている。